# مراکز خدمات مدیکر و مدیکید

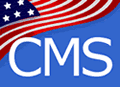
نشان‌وارهٔ قدیمی سی ام اس - ۲۰۰۴

مراکز خدمات مدیکر و مدیکید یا مراکز خدمات بیمه پزشکی سالمندان و بهداشت مستمندان (به انگلیسی: Centers for Medicare & Medicaid Services) (سی ام اس), سازمانی فدرال در وزارت بهداشت و خدمات انسانی ایالات متحده آمریکا (HHS) است که برنامه مدیکر را اداره می‌کند و در شراکت با حکومت‌های ایالتی برای اداره مدیکید، برنامه بیمه سلامت کودکان (CHIP), و استانداردهای انتقال پذیری بیمه سلامت فعالیت می‌کند. سی ام اس علاوه بر این برنامه‌ها مسوولیت‌های دیگری از جمله استانداردهای ساده‌سازی اداری از HIPAA استانداردهای کیفیتی تأسیسات آسایشگاه را از طریق فرایند ارزیابی و صدور مجوز، و نظارت بر HealthCare.gov را بر عهده دارد.